# Композитна долина
Композитна долина (лат. compositus — састављен) или сложена долина је речна долина која се састоји од више наизменичних ерозионих проширења и сужења, тј. у њој се смењују клисуре и котлине. Најчешће је условљена геолошком грађом или околношћу да река на свом току пресеца стене различите отпорности, састава и склопа.
У Србији најпознатије композитне долине имају Дунав (у Ђердапу), затим Јужна, Западна, Велика Морава, Нишава, Црни Тимок, Дрина, Лим, Млава, Пек.
Према узроку постанка могу се издвојити три типа композитних долина. Први тип постао је због различитих падова у иницијалном рељефу. Клисуре се стварају на великим падовима иницијалног речног профила, јер на њима делује интензивна вертикална ерозија. Са  друге стране, на малим падовима иницијалног уздужног речног профила делује бочна ерозија. Ова ерозија шири долину и формира флувијално-денудациона проширења. 
Узрок постанка другог типа композитних долина јесте разлика у отпорности стена у којима је долина усечена. Вертикална ерозија делује на местима где се речни ток усеца у отпорне стене и на тим местима се стварају клисуре. На местима где речни ток тече преко меких стена или растреситих седимената, уздужни речни профил ће се брже усагласити па ће се јавити бочна ерозија која ће стварати проширења. Ово је добар пример селективне ерозије.
Трећи тип композитних долина јавља се услед појаве локалних тектонских покрета разламања у речној долини. Појава негативног радијалног разламања у делу речне долине створиће  тектонску котлину, у виду рова, у којој се могу створити привремена језера. Отоке ових језера усецаће клисуре у пречагама између котлина, а на исушеном дну језера речни ток ће створити широку и пространу долину. Дакле, бочна ерозија у овом случају јавља се у котлинама насталим појавом тектонских покрета док се вертикална ерозија јавља у деловима речне долине који су заостали на првобитној висини између спуштених котлина.